# Beta Lacertae
Beta Lacertae (β Lacertae, förkortat Beta Lac, β Lac), som är stjärnans Bayerbeteckning, är en ensam stjärna belägen i den norra delen av stjärnbilden Ödlan. Den har en skenbar magnitud på 4,43, är den fjärde ljusaste stjärnan i stjärnbilden och är synlig för blotta ögat där ljusföroreningar ej förekommer. Baserat på parallaxmätning inom Hipparcosuppdraget på ca 19,2 mas, beräknas den befinna sig på ett avstånd på ca 170 ljusår (ca 52 parsek) från solen. På det beräknade avståndet minskas dess skenbara magnitud med 0,17 enheter genom en skymningsfaktor beroende på interstellärt stoft.

## Egenskaper
Beta Lacertae är en gul till vit jättestjärna av spektralklass G8 III.. Den har en massa som är ungefär lika stor som solens massa, en radie som är ca 11 gånger större än solens och utsänder från dess fotosfär ca 58 gånger mera energi än solen vid en effektiv temperatur av ca 4 800 K.
Beta Lacertae befinner sig i röda klumpen och bedöms vara primärstjärna i en misstänkt dubbelstjärna, där paret har en vinkelseparation på 0,2 bågsekunder.